# ジェニファー・ビールス
ジェニファー・ビールス（Jennifer Beals、1963年12月19日 - ）は、アメリカ合衆国出身の女優。イリノイ州シカゴ出身。フランシス・W・パーカー・スクール（Francis W. Parker School）、イェール大学卒業。
代表作に、映画『フラッシュダンス』やテレビドラマ『Lの世界』シリーズなどがある。

## 経歴
インディアンの血を引くアフリカ系アメリカ人の父とアイルランド系アメリカ人の母との間に生まれる。彼女が9歳の時に他界した父は、巨大スーパーマーケットの経営で成功を収め、莫大な財産を残していた。そのため、比較的裕福な家庭であった。兄と弟と3人兄弟。母は、彼女が17歳の時に学者と再婚した。
アメリカの女優であるセレステ・ホルムやアン・ヘッシュ、ダリル・ハンナなどの出身校であるシカゴのフランシス・W・パーカー・スクール（Francis W. Parker School）に進み、在学中からファッション・モデルとして活動。同校でロケが行われた1980年の『マイ・ボディガード』に端役で出演した（Clifford Peache の友人役、クレジット無し）。この出演で映画に興味を持つ。

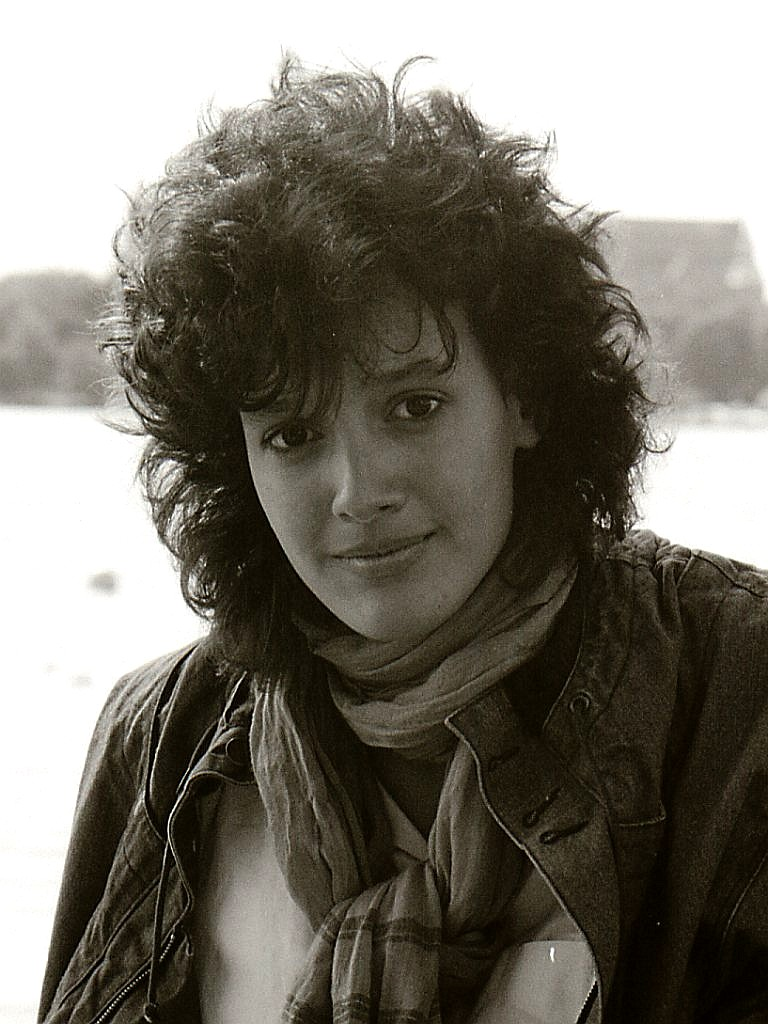
映画『フラッシュダンス』公開時期（1983年）

1983年、イェール大学の在学中に『フラッシュダンス』のオーディションに合格し、本格的な映画デビューが主演という幸運に恵まれる。全米だけで興行収入1億ドルの空前の大ヒットとなり、一躍注目される若手女優となる。同作でゴールデングローブ賞の主演女優賞（ミュージカル・コメディ部門）にノミネートされる。“トーストブラン色の細い顔”と評される美しい顔立ちもそうだが、『ヴォーグ』や『ジャルダン・デ・モード』などの一流ファッション雑誌のグラビアを飾る学生という事も人気を煽り、同年7月の初来日会見で800人を超す報道陣が集まるなど、世界的な注目を集めた。
1984年に『フラッシュダンス』に続く大ヒットを期待されて出演した『ブライド』でフランケンシュタインの人造花嫁役を演じるが、大赤字を記録。ゴールデンラズベリー賞のワースト主演女優賞にノミネートされた。コロンビア ピクチャーズが『フラッシュダンス』のパラマウント映画から彼女を強引に連れてきて出演させ、巨費を投じて制作された作品だったために影響が大きく、コロンビアの株価が急落した。元よりアイドルスターの彼女に怪奇映画の古典的なキャラクターを演じさせること自体に無理があった。『フラッシュダンス』で得た人気や評判は、一夜にして急落した。
以後、長年賞レースには無縁であったが、1997年主演のテレビ映画『The Twilight of the Golds』において、サテライト賞：ミニシリーズ・テレビ部門「最優秀主演女優賞」を受賞した。
2003年の秋、テレビドラマ『Lの世界』のオファーを受ける。本格的な長編ドラマの主演は初となったが、同作で演じたレズビアンのベット役が評判を呼び、再評価され、カムバックを果たす。また、『フラッシュダンス』出演時と変わらぬ美貌も話題を集める。同じくテレビのシリーズで準レギュラー出演している『ライ・トゥ・ミー』で演じているゾーイ・ランドウ（Zoe Landau）役は、実際の彼女と同様、白人と黒人との（人種的な意味における）ハーフであるという設定が劇中で明言されている。

## 人物

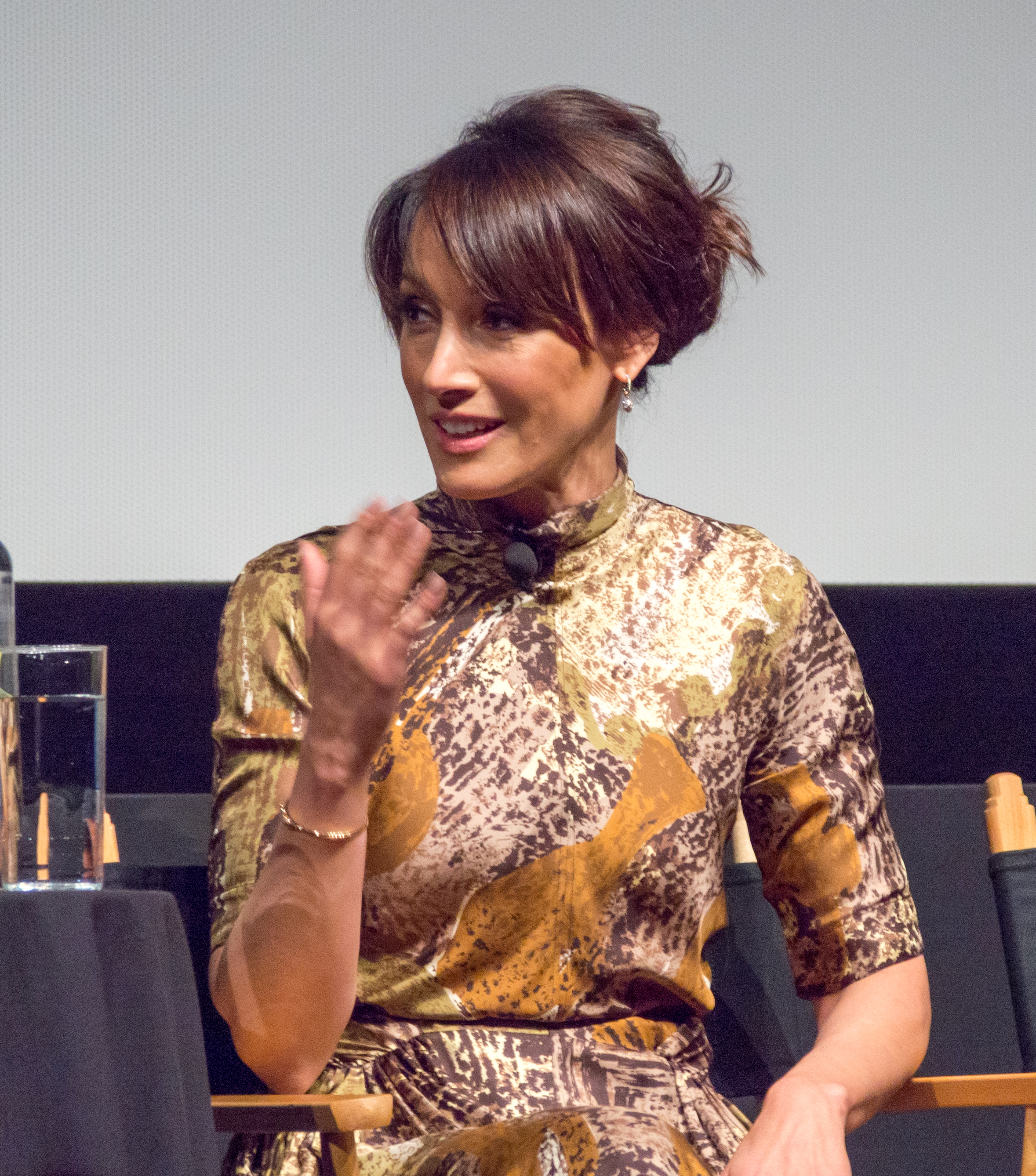
2018年「トライベッカ映画祭」にて

身長は、約175cm。親日家として知られ、公私を合わせて何度か来日している。小柄な日本人女性に囲まれるたびに「自分がフットボールのクォーターバックになったような（大きな女性の）気分になる」と語っている。また、男性よりも女性の方が同性愛者であることをカミングアウトしにくい日本の状況を「ともかく、義務とか家庭が個人よりも尊重される傾向がある日本では、女性は家庭を守るものと思われているのでしょう。そういう中で女性がカミングアウトすることは、日本の未来までをも脅かしかねないと思われがちで、その結果、なかなかカミングアウトしにくいというのはあるのではないかしら。でも、本当に自分がレズビアンだと思うなら、その気持ちを抑えてしまうのはよくないわ。だってそれは、その人が持って生まれた贈り物を台無しにしてしまうことだと思うから」と語っている。
美貌を保つ秘訣については、「冗談でよく、睡眠、セックス、水分と言っていたけど、やっぱり、持って生まれたものと、心がハッピーかどうかじゃないかしら」と語っている。

### 私生活
1986年に映画監督のアレクサンダー・ロックウェルと結婚するが、10年後の1996年に離婚。1998年にカナダ人の映画実業家であるケン・ディクソンと再婚し、初産が42歳の間近という高齢出産であったが、2005年10月に無事、女児を出産した。

### 交友関係
- イェール大学時代のクラスメイトに『Xファイル』のフォックス・モルダー役で知られるデイヴィッド・ドゥカヴニーがいる[7]。
- 女優のマーリー・マトリンとは、1980年代に空港で偶然出会って以来の友人で、『Lの世界』でも共演している[8]。
- イェール大学時代の学友だったジョディ・フォスターは、ショー・ビジネスの話が出来る数少ない友人であるという。

## 主な出演作品

### 映画
| 公開年 | 邦題 原題                                                            | 役名                     | 備考                                                                    |
| ------ | -------------------------------------------------------------------- | ------------------------ | ----------------------------------------------------------------------- |
| 1980   | マイ・ボディガード My Bodyguard                                      | クリフォードの友人       |                                                                         |
| 1983   | フラッシュダンス Flashdance                                          | アレックス・オーウェンズ |                                                                         |
| 1984   | ブライド The Bride                                                   | エヴァ                   |                                                                         |
| 1988   | バンパイア・キッス Vampire's Kiss                                    | レイチェル               |                                                                         |
| 1988   | ギャンブル/愛と復讐の賭け La partita                                 | オリヴィア・カンディオニ |                                                                         |
| 1988   | 傷だらけの青春 Split Decisions                                       | バーバラ                 |                                                                         |
| 1990   | Dr.M/ドクトル・エム Dr. M                                            | ソーニャ                 |                                                                         |
| 1990   | デンジャーヒート/地獄の最前線 Tinikling ou 'La madonne et le dragon' | パティ・メレディス       | テレビ映画                                                              |
| 1990   | 父の恋人 Sons                                                        | トランスヴェスタイト     |                                                                         |
| 1991   | ブラッド&コンクリート Blood and Concrete                             | モナ                     |                                                                         |
| 1992   | イン・ザ・スープ In the Soup                                         | アンジェリカ・ペーニャ   |                                                                         |
| 1992   | 同窓会の恐怖 Terror Stalks the Class Reunion                         | ヴァージニア             | テレビ映画                                                              |
| 1992   | 誘惑されて… Indecency                                                | エリー・ショー           | テレビ映画                                                              |
| 1992   | 流血の絆 Le Grand Pardon II                                          | ジョイス                 |                                                                         |
| 1993   | 親愛なる日記 Caro Diario                                             | 本人                     |                                                                         |
| 1994   | 夢幻殺人 Dead on Sight                                               | レベッカ・ダーシー       |                                                                         |
| 1994   | ミセス・パーカー/ジャズエイジの華 Mrs. Parker and the Vicious Circle | ガートルード・ベンチリー |                                                                         |
| 1995   | 青いドレスの女 Devil in a Blue Dress                                 | ダフネ・モネ             |                                                                         |
| 1995   | フォー・ルームス Four Rooms                                          | アンジェラ               |                                                                         |
| 1995   | スィート・ダンス Let It Be Me                                        | エミリー・テイラー       |                                                                         |
| 1997   | The Twilight of the Golds                                            | スザンヌ・ステイン       | テレビ映画 サテライト賞最優秀主演女優賞（ミニシリーズ・テレビ部門）受賞 |
| 1998   | ゴッド・アーミー/復讐の天使 The Prophecy II                          | ヴァレリー               |                                                                         |
| 1998   | THE SPREE/ボディ・パッション The Spree                               | Xinia Kelly              | テレビ映画                                                              |
| 1998   | ラスト・デイズ・オブ・ディスコ 1998 The Last Days of Disco           | ニナ                     |                                                                         |
| 1999   | タービュランス2 Turbulence 2: Fear of Flying                         | ジェシカ                 |                                                                         |
| 2000   | ボディ&ソウル/栄光のリング Body and Soul                             | ジーナ                   |                                                                         |
| 2000   | ジョージアの風 A House Divided                                       | アマンダ・ディクソン     | テレビ映画                                                              |
| 2000   | ブレイク・スルー Militia                                             |                          |                                                                         |
| 2001   | アニバーサリーの夜に The Anniversary Party                           | ジーナ・テイラー         |                                                                         |
| 2001   | アフター・ザ・ストーム After the Storm                               | Mrs. Gavotte             | テレビ映画                                                              |
| 2003   | ニューオーリンズ・トライアル Runaway Jury                            | ヴァネッサ               |                                                                         |
| 2004   | ミッションX Catch That Kid                                           | モリー                   |                                                                         |
| 2006   | 絶対能力 FBIサイコメトラー捜査官 Troubled Waters                     | ジェニファー・ベック     |                                                                         |
| 2006   | 呪怨 パンデミック The Grudge 2                                       | トリッシュ               |                                                                         |
| 2010   | ザ・ウォーカー The book of Eli                                       | クローディア             |                                                                         |
| 2015   | UFO学園の秘密 The Laws of The Universe Part0                         | 司令官 インカール        |                                                                         |
| 2016   | 白い闇の女 Manhattan Night                                           | リサ・レン               |                                                                         |
| 2019   | アフター After                                                       | カレン・スコット         |                                                                         |

### テレビシリーズ
| 放送年    | 邦題 原題                                                                  | 役名                   | 備考                                                         |
| --------- | -------------------------------------------------------------------------- | ---------------------- | ------------------------------------------------------------ |
| 1985      | フェアリーテール・シアター/「シンデレラ」 "Faerie Tale Theatre" Cinderella |                        |                                                              |
| 1992      | 2000マリブロード・美しき疑惑 2000 Malibu Road                              | ペリー・クイン         | 6エピソード                                                  |
| 1999      | ザ・ハンガー プレミアム The Hunger                                         | ジェーン               | エピソードAnd She Laughed                                    |
| 2004      | そりゃないぜ!? フレイジャー Frasier                                        | アン・ランバーグ医師   | 2エピソード                                                  |
| 2004-2009 | Lの世界 The L Word                                                         | ベット・ポーター       | 主演で70エピソード                                           |
| 2007      | ロー&オーダー Law & Order                                                  | ソフィア・アーチャー   | エピソードCharity Case                                       |
| 2009-2010 | ライ・トゥ・ミー 嘘は真実を語る Lie to Me                                  | ゾーイ・ランドー       | ゲストで6エピソード                                          |
| 2011      | The Chicago Code                                                           | テレサ・コルヴィン     | 13エピソード                                                 |
| 2012      | キャッスル 〜ミステリー作家は事件がお好き Castle                           | ソフィア・ターナー     | ゲストで2エピソード                                          |
| 2012      | The Mob Doctor                                                             | セレステ               | エピソードGame Changers                                      |
| 2016      | ナイトシフト 真夜中の救命医 The Night Shift                                | シド・ジェニングス医師 | 6エピソード                                                  |
| 2016-2017 | ラスト・タイクーン The Last Tycoon                                         | マーゴ・タフト         | 9エピソード                                                  |
| 2017-2018 | 96時間 ザ・シリーズ Taken                                                  | クリスティーナ・ハート | メインキャストで26エピソード                                 |
| 2019-     | Lの世界 ジェネレーションQ The L Word: Generation Q                         | ベット・ポーター       | 『Lの世界』の続編ドラマ 主演兼エグゼクティブ・プロデューサー |
| 2021-2022 | ボバ・フェット/The Book of Boba Fett The Book of Boba Fett                 | "ガルサ"・フウィップ   | 3エピソード                                                  |
| 2022      | Law & Order: Organized Crime                                               | ウェッブ夫人           | 『LAW & ORDER:性犯罪特捜班』のスピンオフドラマ               |

## 関連文献
- 『Lの世界』 インタビュー in Tokyo Wrestling